# Legendrena rothi
Espèce
Legendrena rothi est une espèce d'araignées aranéomorphes de la famille des Gallieniellidae.

## Distribution
Cette espèce est endémique de Madagascar. Elle se rencontre dans le parc national de Ranomafana.

## Description
Le mâle holotype mesure 5,19 mm

## Étymologie
Cette espèce est nommée en l'honneur de Vincent Daniel Roth.

## Publication originale
- Platnick, 1995 : New species and records of the ground spider family Gallieniellidae (Araneae, Gnaphosoidea) from Madagascar. Journal of Arachnology, vol. 23, p. 9-12 (texte intégral).